# Thio-ester

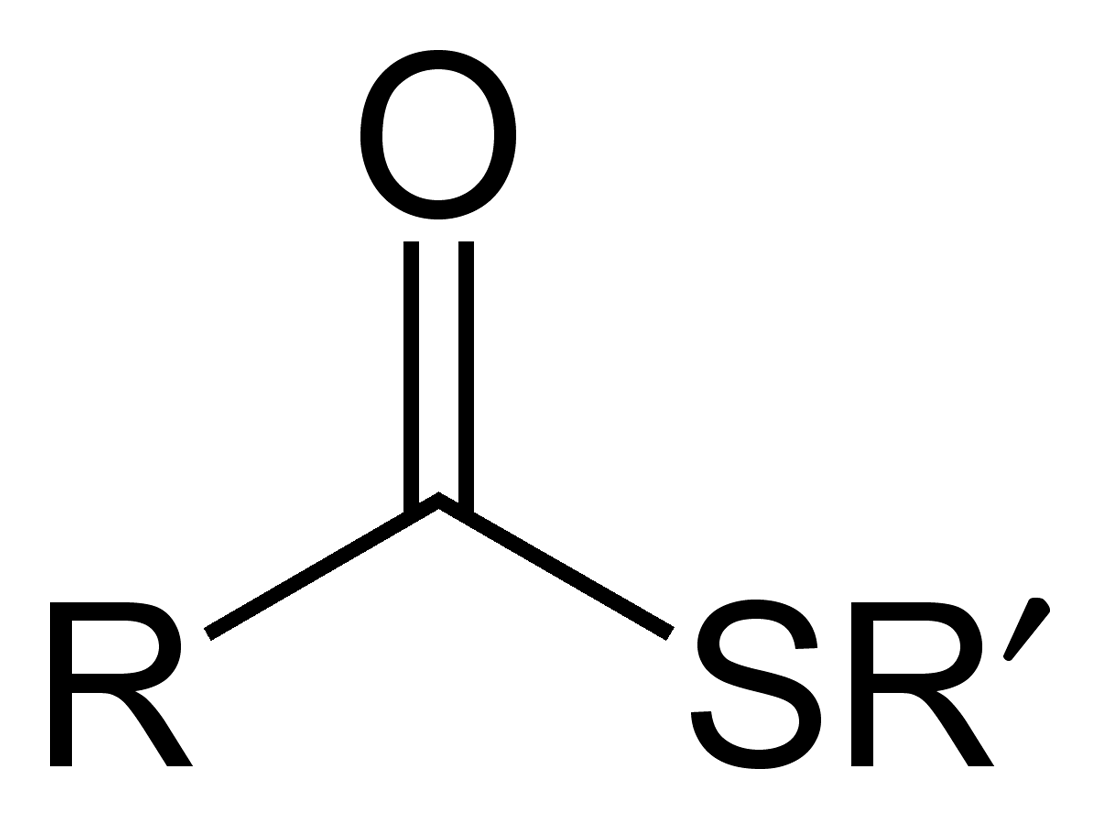
Structuurformule van thio-ester.

Een thio-ester is in de organische chemie een functionele groep, die gekenmerkt wordt door de binding tussen een zwavelatoom en een acylgroep. Dat zwavelatoom is verder gebonden aan een koolwaterstofgroep (R'). De algemene formule is R-S-CO-R'.